# Træsløv sogn
Træsløv sogn i Halland var en del af Himle herred. Træsløv distrikt dækker det samme område og er en del af Varbergs kommun. Sognets areal var 31,17 kvadratkilometer, heraf land 30,91. I 2020 havde distriktet 7.319 indbyggere. De østlige dele af byen Varberg ligger i sognet. I sognet ligger også Gamla Køpstad, der sandsynligvis var en forløber for Varberg.
Navnet (1405 Tresleuæ/Træsleuæ) består af to dele. Den anden del er -løv (arv, ejendom). Den første del er sandsynligvis et navn (noget der er almindeligt for steder med endelsen -lev/-løv). . Befolkningen steg fra 1810 (1.080 indbyggere) til 1880 (2.127 indbyggere). Derefter var den stabil indtil 1930 (1.936 indbyggere). Siden er befolkningen steget hurtigt (på grund af, at Varberg er vokset ind i sognet).
Der er to naturreservater i sognet: Gamla Køpstad Sødra (delt med Tvååker sogn) og Gamla Køpstad Norra. Begge er en del af EU-netværket Natura 2000